# Joghurtbecher (Motorrad)
Joghurtbecher war im Szenejargon eine eher abfällig gemeinte Bezeichnung für vollverkleidete Sportmotorräder aus Japan Mitte bis Ende der 1980er-Jahre.

## Wortherkunft und Begriffsentstehung

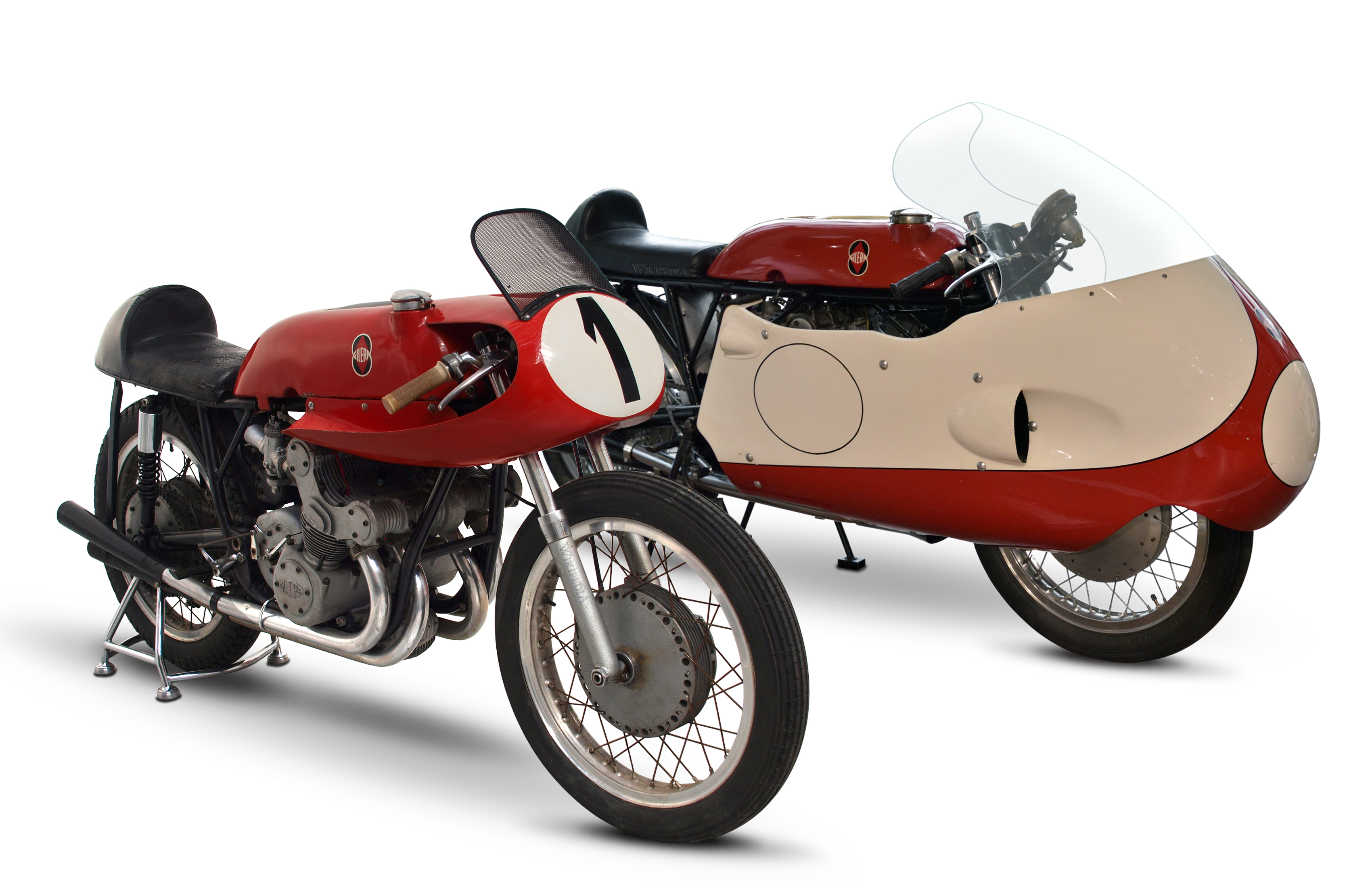
Zwei Gilera 500 4C: Die Vordere mit „Birds-beak-fairing“. Diese „Vogelschnabel“-Verkleidung kam auf langsameren Strecken zum Einsatz. Dahinter: die ab der Saison 1958 verbotene „All enveloping dustbin fairing“ für optimale Aerodynamik auf Hochgeschwindigkeitskursen

Bis in die frühen 1980er-Jahre waren die meisten für den Straßenverkehr zugelassenen Motorräder nicht voll verkleidet. Im Rennsport war dies wegen der besseren Aerodynamik nichts Unbekanntes. Bereits vor dem Zweiten Weltkrieg wurden Rekordmaschinen mit solchen Verkleidungen versehen. Nach dem Krieg hatten etwa die Wettbewerbsmaschinen MV Agusta 500 Sechszylinder 1958 oder die Honda RC166 des Weltmeisters Mike Hailwood in der Klasse bis 250 cm³ im Jahr 1967 windschnittige Verkleidungen.
Für viele Motorradfahrer spielte und spielt jedoch die Ästhetik ihrer Maschine eine wichtige Rolle. Teile wie Rahmen oder Motor sollen als Blickfang dienen. Sie sind für die Besitzer mehr als nur technische Bauteile. Die Vollverkleidung der ersten Serienmotorräder, von den im Motorradbau führenden japanischen Herstellern serienmäßig erstmals verwendet, führte um 1985 zum Begriff Joghurtbecher: Die Vollverkleidung umschließt den maßgeblichen „Inhalt“ des Motorrades – das heißt Motor, Rahmen usw. – wie der besagte Becher seinen Inhalt Joghurt. Warum ausgerechnet die Verpackung des Joghurt als Namensgeber herhalten musste, lässt sich nicht endgültig klären. Gegebenenfalls spielte bei der Wortwahl unter anderem eine gewisse Abneigung gegenüber der aufkommenden Ökobewegung eine Rolle, die sich klischeehaft nur von Müsli und Joghurt ernährte sowie dem Individualverkehr kritisch gegenüberstand, sodass der Joghurtbecher als treffende Umschreibung gewählt wurde.

## Historische Entwicklung
Zu den ersten Motorrädern, die in der Szene und in den Fachzeitschriften als Joghurtbecher bezeichnet wurden, zählten die Honda CBR 1000 F (SC 21) und die Honda CBR 600 F (PC 19) aus dem Jahr 1986. Honda war wenige Jahre zuvor gegenüber den japanischen Konkurrenten, etwa durch die starke Kawasaki GPZ 900 R, ins Hintertreffen geraten. Das Entwicklungsteam unter der Leitung von
Minoru Morioka sah als einzigen Ausweg – ohne die Neuentwicklung von Motoren und Maschinen – den Einsatz aerodynamischer Verkleidungen, um wieder Anschluss zu finden. Durch den geringeren Strömungswiderstandskoeffizienten (Cw) waren die Hondas genau so schnell wie die stärkeren Maschinen der Mitbewerber. Obwohl die Maschinen sich herausragend fahren ließen, stießen sie zunächst wegen der Optik auf Ablehnung und zogen Spott auf sich. Auch wurde bemängelt, dass schon bei kleineren Unfällen sehr viel Schaden an der Kunststoffhülle entstand. Erst langsam wurde der Vorteil erkannt. Seit etwa Mitte der 1990er-Jahre wurden Vollverkleidungen bei Sportmaschinen selbstverständlich. Außerdem gingen die Designer andere Wege in der Ästhetik. Die Verkleidungen wurden ansprechender. Dennoch hat sich der Begriff erhalten.

## Bildstrecke

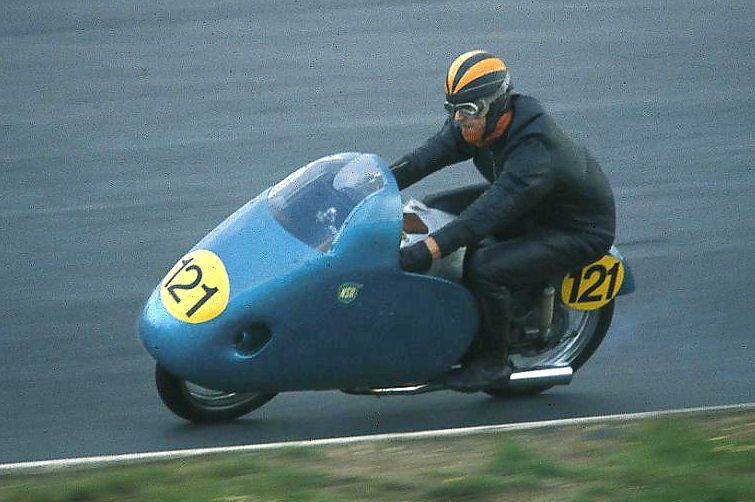
NSU „Blauwal“, vollverkleidete NSU-Rennmax von 1954
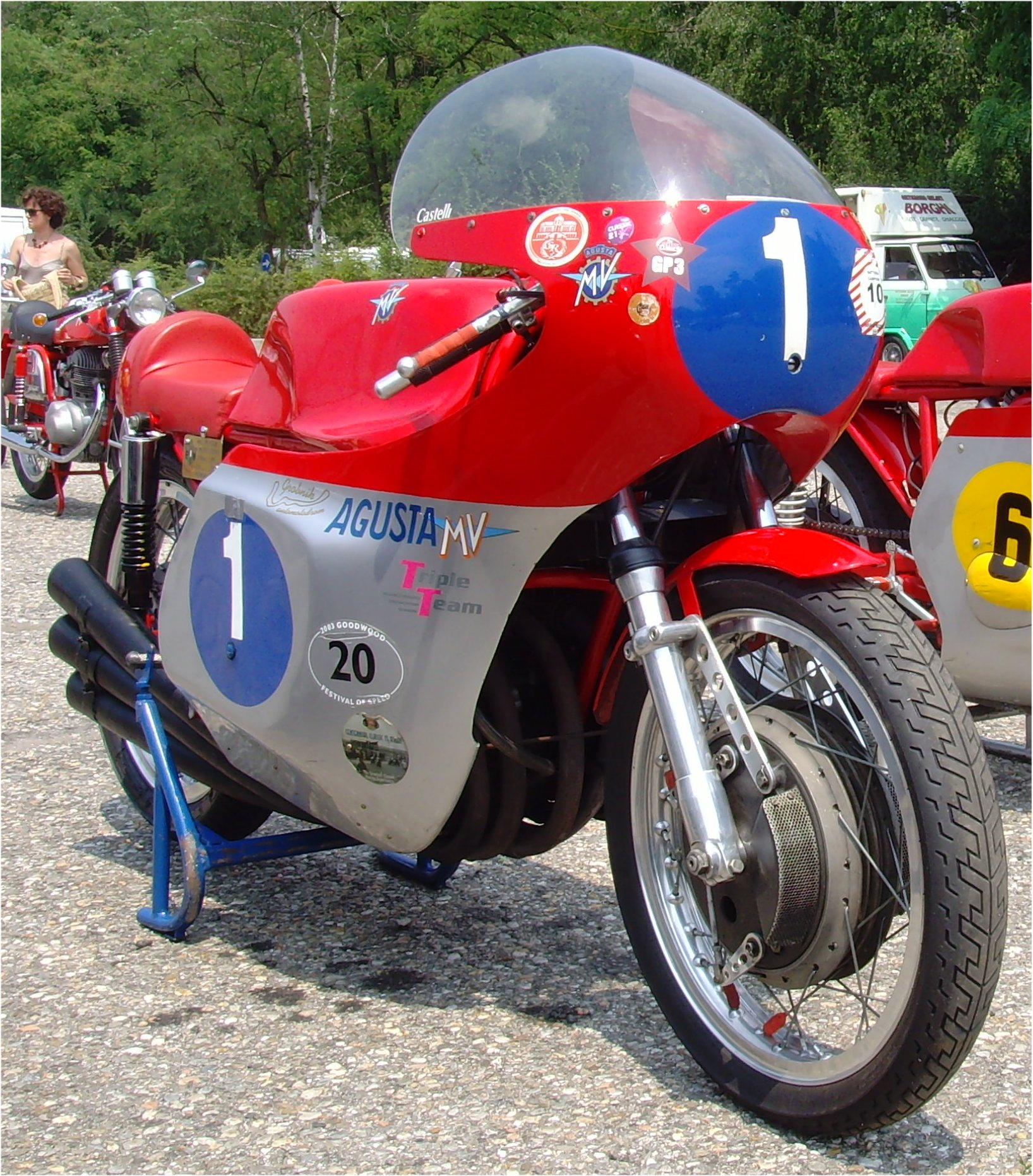
Eine vollverkleidete Rennmaschine von MV Agusta aus dem Jahr 1969, Motorräder mit Straßenzulassung waren serienmäßig seinerzeit in der Regel unverkleidet
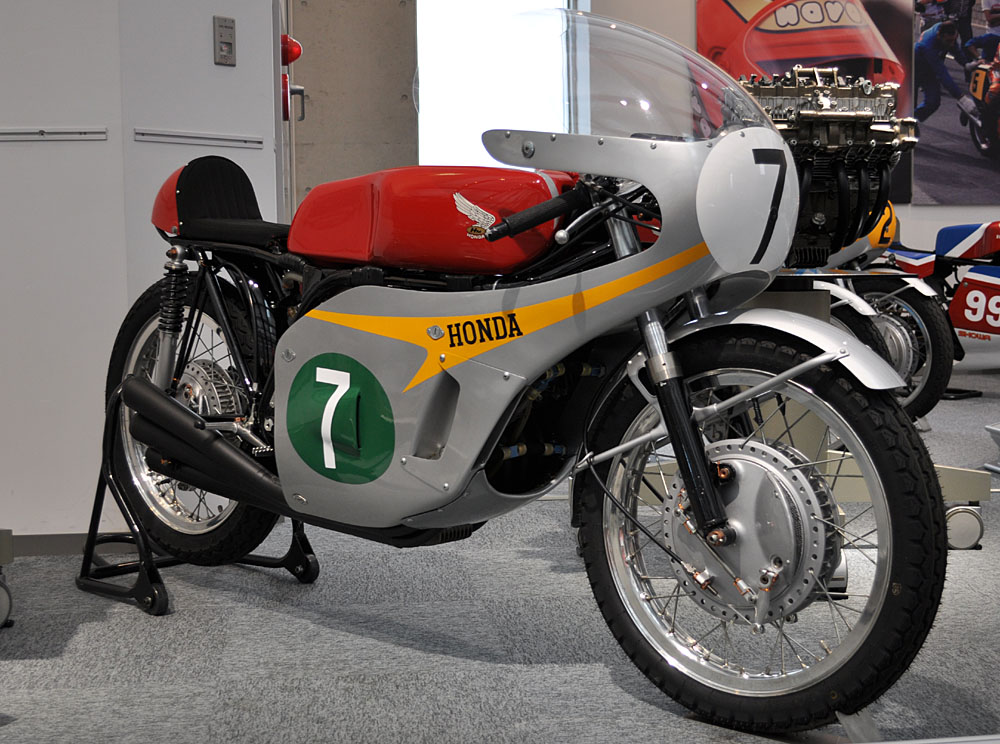
Vollverkleidete 250-cm³-Rennmaschine Honda RC166, mit der Mike Hailwood von 1967 250-cm³-Weltmeister wurde
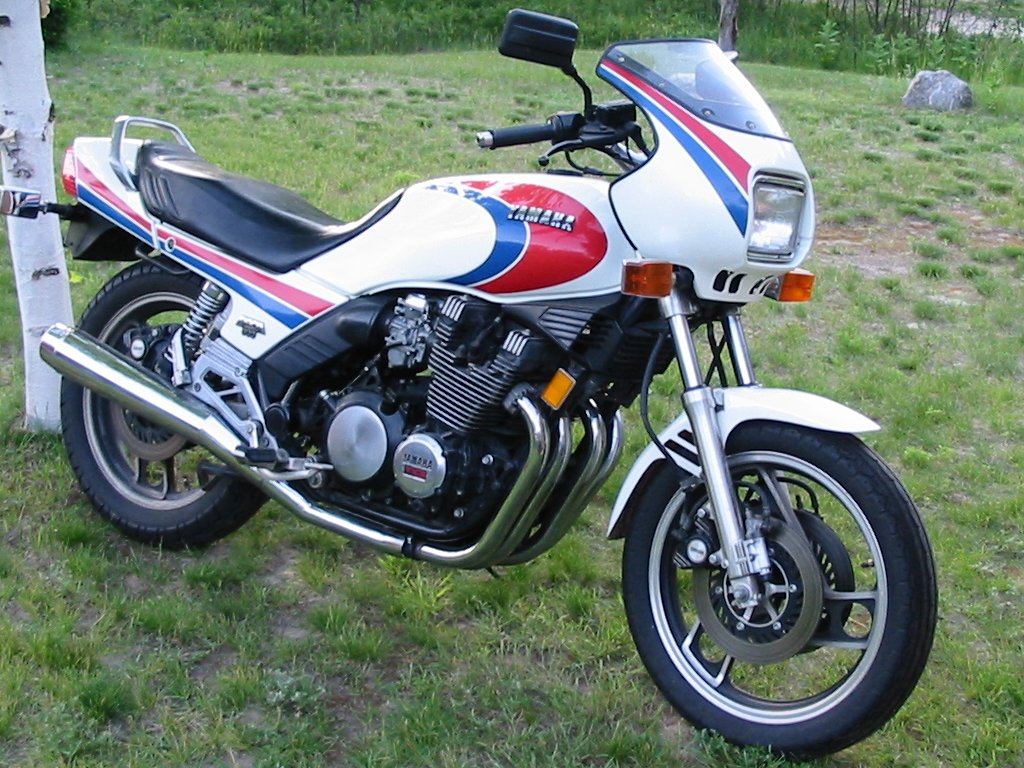
Ein typisches Sportmotorrad der 1980er war die Yamaha XJ900 von 1983 – alle Bauteile sind gut zu erkennen und nicht verdeckt
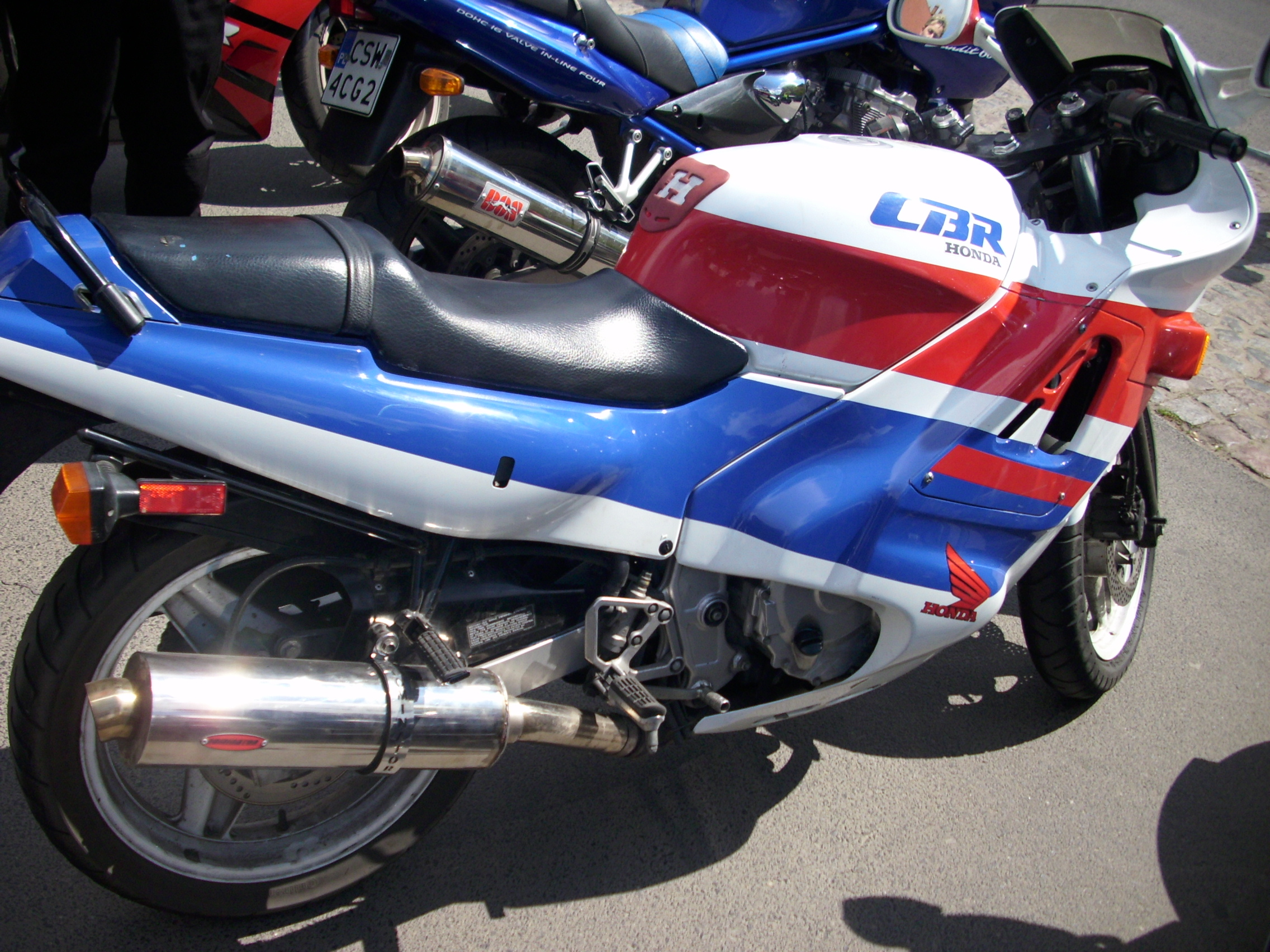
Eine CBR 600 F (PC23) von 1989; die Vollverkleidung dient der Aerodynamik aber verhindert den Blick auf Motor und Rahmen
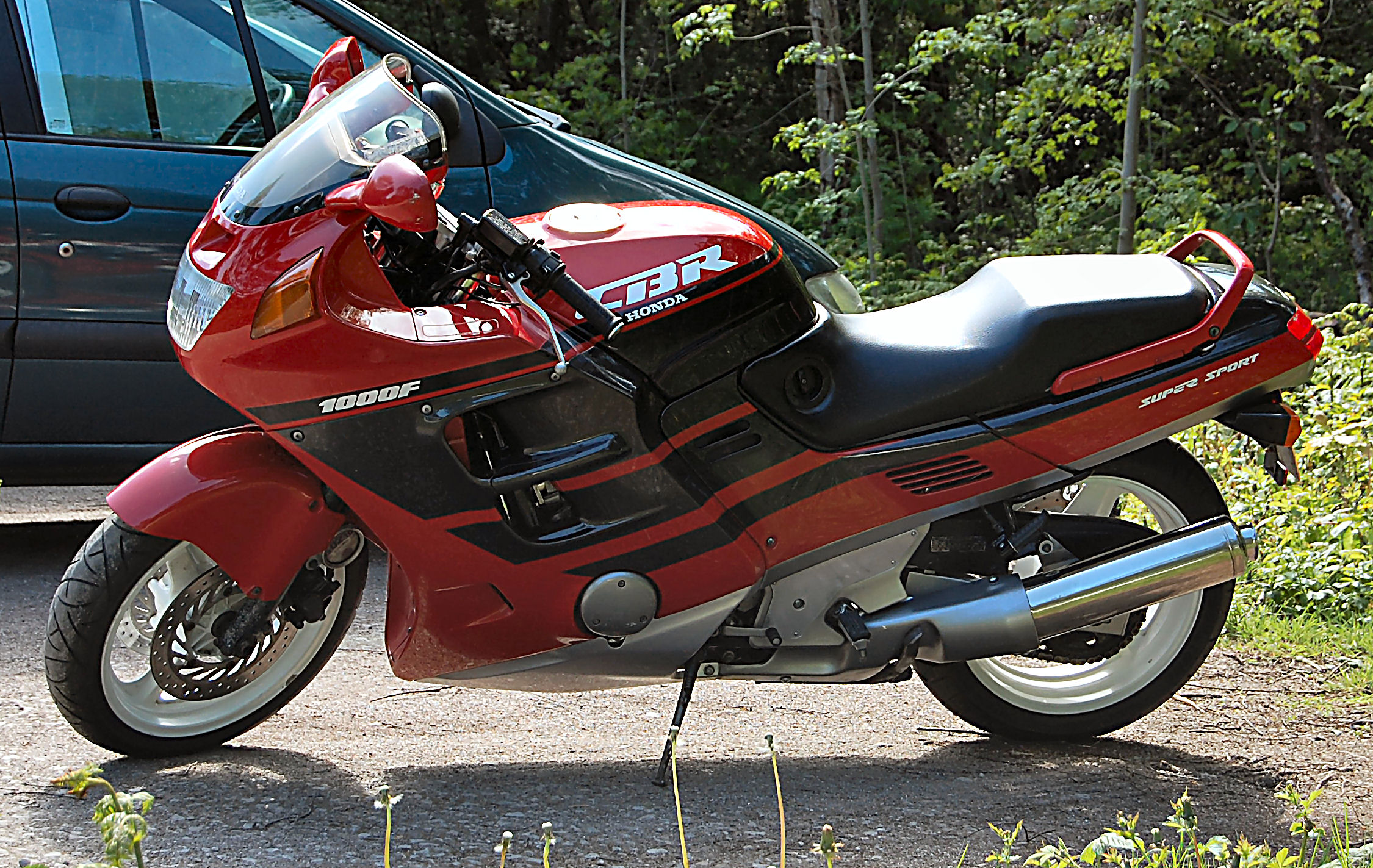
CBR 1000 F (SC21), die als einer der ersten Joghurtbecher gilt, gut zu erkennen ist, dass die Verkleidung fast alle Teile der Maschine verdeckt
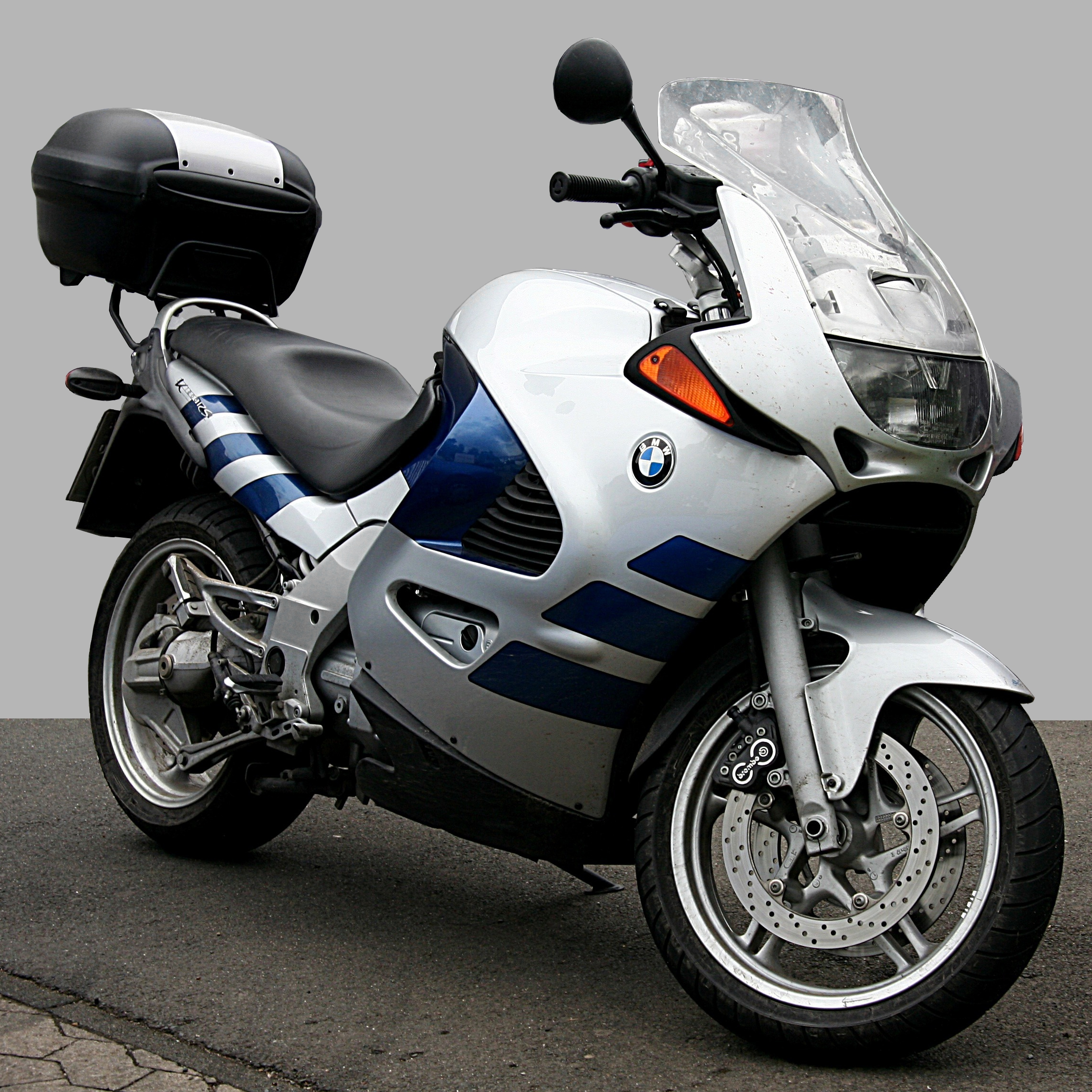
BMW K 1200 RS, Bauzeit 1997 bis 2005